# Teilhet (Ariège)
Teilhet település Franciaországban, Ariège megyében. Lakosainak száma 162 fő (2022. január 1.). Teilhet Manses, Rieucros, Saint-Félix-de-Tournegat, Tourtrol és Vals községekkel határos.

## Népesség
A település népessége az elmúlt években az alábbi módon változott:
| Lakosok száma | 135  | 112  | 125  | 182  | 153  | 154  | 154  | 152  | 156  | 162  |
|               | 1968 | 1982 | 1990 | 2006 | 2013 | 2015 | 2017 | 2019 | 2020 | 2022 |